# Narvskaja (stanice metra v Petrohradu)

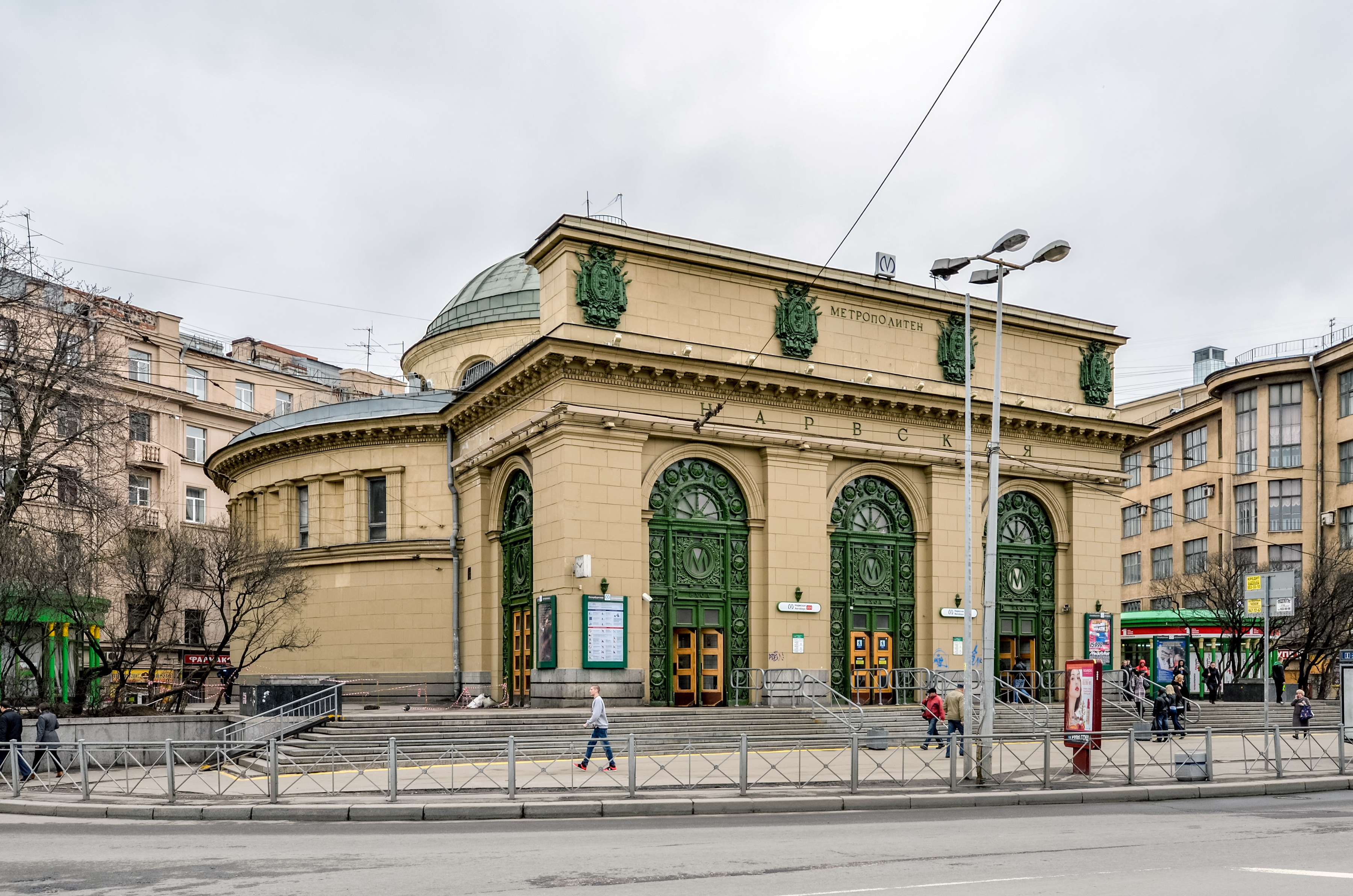
Vestibul stanice

Narvskaja (rusky Нарвская) je stanice petrohradského metra. Je jednou ze stanic historicky prvních, otevřena byla 15. listopadu 1955. Pojmenovaná je po Narvské bráně, jež se nedaleko od stanice nachází. Její projektový název ovšem zněl Stalinskaja.

## Charakter stanice
Stanice se nachází na Kirovsko-Vyborské lince, v její jižní části, nedaleko centra města. Je to podzemní (52 m hluboko založená), trojlodní ražená stanice s jedním výstupem, který vychází ze střední lodě nástupiště do povrchového vestibulu stanice. Střední loď je plné délky a na svém slepém konci ji ukončuje velký reliéf zobrazující socialismus a Josifa Stalina (krátce po roce 1961 byla též zakryta). Dalším ozdobným prvkem ve stanici je celkem 48 plastických vyobrazení dohromady 12 profesí, představujících pracující lid. Povrchový vestibul je vybudován ve stylu sovětských 50. let, tedy s neoklasicistními okázalými prvky; jeho střechu tvoří kupole.